# Hanson, Kentucky
Hanson är en ort i Hopkins County, Kentucky, USA. År 2000 hade orten 625 invånare. Den har enligt United States Census Bureau en area på 6,1 km², allt är land.